# Digimortal (album)
Pour les articles homonymes, voir Digimortal.
 (mai 2021).
La mise en forme du texte ne suit pas les recommandations de Wikipédia : il faut le « wikifier ».
Les points d'amélioration suivants sont les cas les plus fréquents. Le détail des points à revoir est peut-être précisé sur la page de discussion.
- Les titres sont pré-formatés par le logiciel. Ils ne sont ni en capitales, ni en gras.
- Le texte ne doit pas être écrit en capitales (les noms de famille non plus), ni en gras, ni en italique, ni en « petit »…
- Le gras n'est utilisé que pour surligner le titre de l'article dans l'introduction, une seule fois.
- L'italique est rarement utilisé : mots en langue étrangère, titres d'œuvres, noms de bateaux, etc.
- Les citations ne sont pas en italique mais en corps de texte normal. Elles sont entourées par des guillemets français : « et ».
- Les listes à puces sont à éviter, des paragraphes rédigés étant largement préférés. Les tableaux sont à réserver à la présentation de données structurées (résultats, etc.).
- Les appels de note de bas de page (petits chiffres en exposant, introduits par l'outil «  Source ») sont à placer entre la fin de phrase et le point final[comme ça].
- Les liens internes (vers d'autres articles de Wikipédia) sont à choisir avec parcimonie. Créez des liens vers des articles approfondissant le sujet. Les termes génériques sans rapport avec le sujet sont à éviter, ainsi que les répétitions de liens vers un même terme.
- Les liens externes sont à placer uniquement dans une section « Liens externes », à la fin de l'article. Ces liens sont à choisir avec parcimonie suivant les règles définies. Si un lien sert de source à l'article, son insertion dans le texte est à faire par les notes de bas de page.
- La présentation des références doit suivre les conventions bibliographiques. Il est recommandé d'utiliser les modèles {{Ouvrage}}, {{Chapitre}}, {{Article}}, {{Lien web}} et/ou {{Bibliographie}}. Le mode d'édition visuel peut mettre en forme automatiquement les références.
- Insérer une infobox (cadre d'informations à droite) n'est pas obligatoire pour parachever la mise en page.

Pour une aide détaillée, merci de consulter Aide:Wikification.
Si vous pensez que ces points ont été résolus, vous pouvez retirer ce bandeau et améliorer la mise en forme d'un autre article.
 (mai 2021).
Albums de Fear Factory
Obsolete
(1998) Archetype
(2004)
Digimortal est le quatrième album studio du groupe de metal industriel américain Fear Factory. L'album est paru le 24 avril 2001 sous le label Roadrunner Records.
Digimortal est le troisième (et le dernier) d'une suite dont le thème récurrent est la guerre entre l'homme et la machine. Ses deux prédécesseurs sont Demanufacture et Obsolete. Même si le thème de la science fiction reste un sujet abondamment abordé dans les paroles du groupe, ce sujet ayant occupé trois albums sera quasiment abandonné dans les prochains albums : Archetype et Transgression.
En raison d'un son plutôt marginal par rapport à ses prédécesseurs et d'une certaine ressemblance entre les morceaux, cet album a été relativement mal reçu, autant par les fans que par les critiques.
C'est le dernier album avant la sortie de "The industrialist" où Dino Cazares assurera le poste de guitariste dans le groupe aux côtés des autres membres. Il reviendra en 2009 dans une version remaniée du groupe pour l'enregistrement de l'album Mechanize.

## Composition
- Burton C. Bell − Chant
- Dino Cazares − Guitare
- Christian Olde Wolbers − Basse
- Raymond Herrera − Batterie